# Nancy Kelly
Nancy Kelly (Lowell, Massachusetts, 25 de marzo de 1921-Bel-Air, California, 2 de enero de 1995) fue una actriz estadounidense que rodó 36 películas entre 1926 y 1977. Entre sus actuaciones destacó la que hizo junto con Tyrone Power en el clásico Jesse James (Tierra de audaces, 1939), donde también se presentaron Henry Fonda y como protagonista opuesto Spencer Tracy en Stanley and Livingstone más tarde en ese año. Su más grande éxito fue el papel de la madre loca en The Bad Seed, por la cual recibió un Premio Tony para la producción de 1955 y fue nominada al Óscar en la adaptación para el cine.

## Biografía
Fue la hermana mayor del actor Jack Kelly, estrella de la serie televisiva de 1957 Maverick. 
Fue una estrella infantil, que había hecho tantas películas cuando tenía tan solo nueve años de edad, que el Film Daily la llamó «la niña más fotografiada de América en posado comercial». Además de otras interpretaciones, entre 1933 y 1934 actuó como Dorothy Gale en un programa radiofónico basado en El maravilloso Mago de Oz.
Ya como actriz adulta, ganó en dos ocasiones el Premio Sarah Siddons por su trabajo en el ambiente teatral de Chicago, así como un Tony por su interpretación en The Bad Seed, obra que protagonizó en su versión cinematográfica en 1956, y por la cual fue nominada al Oscar a la mejor actriz. También trabajó para la televisión, incluyendo su trabajo en el capítulo «The Lonely Hour», de la serie The Alfred Hitchcock Hour, en 1963. En 1957 fue nominada a un Premio Emmy por su trabajo en el episodio «The Pilot», de la serie Studio One. 
Por su contribución a la industria cinematográfica, tiene una estrella en el Paseo de la Fama de Hollywood, en el  7021 de Hollywood Boulevard.

## Muerte
Falleció a causa de complicaciones de la diabetes. Fue enterrada en el Cementerio Westwood Village Memorial Park de Los Ángeles.

## Filmografía
- The Untamed Lady (La dama indómita) (1926), con Gloria Swanson.
- Mismates (La desdichada) (1926), con Warner Baxter.
- The Great Gatsby (1926), con Warner Baxter y William Powell.
- Girl on the Barge (1929), con Jean Hersholt.
- Glorifying the American Girl (1929; sin acreditar), con Mary Eaton.
- Convention Girl (1935), con Shemp Howard.
- Submarine Patrol (1938; dirigida por John Ford), con Preston Foster y George Bancroft.
- Jesse James (Tierra de audaces) (1939), con Tyrone Power, Henry Fonda y Randolph Scott.
- Tail Spin (1939), con Alice Faye, Constance Bennett, Charles Farrell y Jane Wyman.
- Frontier Marshal (1939), con Randolph Scott como Wyatt Earp.
- Stanley and Livingstone (El explorador perdido) (1939), con Spencer Tracy y Walter Brennan.
- He Married His Wife (1940), con Joel McCrea.
- Sailor's Lady (1940), con Joan Davis y Dana Andrews.
- Private Affairs (1940), con Hugh Herbert y Robert Cummings.
- One Night in the Tropics (1940), con Allan Jones, Bud Abbott y Lou Costello.
- Scotland Yard (1941), con Edmund Gwenn.
- A Very Young Lady (1941), con Jane Withers.
- Parachute Battalion (1941), con Robert Preston, Edmond O'Brien, Harry Carey y Buddy Ebsen.
- Fly-by-Night (1942; dirigida por Robert Siodmak), con Richard Carlson.
- To the Shores of Tripoli (1942), con John Payne, Maureen O'Hara y Randolph Scott.
- Friendly Enemies (1942), con Charles Ruggles.
- Tornado (1943), con Chester Morris.
- Women in Bondage (1943), con Gail Patrick.
- Tarzan's Desert Mystery (1943), con Johnny Weissmuller.
- Gambler's Choice (1944), con Chester Morris.
- Show Business (1944), con Eddie Cantor y George Murphy.
- Double Exposure (1944), con Chester Morris.
- Betrayal from the East (1945), con Lee Tracy.
- Song of the Sarong (1945), con William Gargan.
- The Woman Who Came Back (1945), con John Loder y Otto Kruger.
- Follow That Woman (1945), con William Gargan y Regis Toomey.
- Murder in the Music Hall (1946), con Vera Ralston.
- Crowded Paradise (1956), con Hume Cronyn.
- The Bad Seed (1956), con Patty McCormack.

## Premios y distinciones
Premios Óscar
| Año  | Categoría    | Película        | Resultado |
| ---- | ------------ | --------------- | --------- |
| 1957 | Mejor actriz | La mala semilla | Nominada  |